# Porte de Séville (Carmona)
La porte de Séville est un ancien accès de la muraille de Carmona dans la province de Séville, Andalousie, Espagne. Elle fait partie d'une petite forteresse (en arabe al-qasar, alcazar). Elle est aussi connue aussi comme Alcazar du bas, par opposition à l'Alcazar du Roi Pedro.

## Histoire
Les anciennes murailles de Carmona enserraient une surface de presque 50 hectares. La Porte de Séville était située à l'ouest, où était la voie d'accès la plus simple à la ville, ce qui obligea à la fortifier pour la défendre.
Les premières données sur des fortifications de la zone datent des XIVe et XIIe siècles av. J.-C. Les Carthaginois commencent les fortifications actuelles entre 237 et 206 av. JC. Ce sont ces murailles qui sont transformés par les Romains lors de la conquête de la zone. Les travaux romains se sont concentrés sur la construction de la grande porte que l'on connaît actuellement, faite d'une simple arche, ainsi que la création d'une autre petite porte (poterne) au nord. Entre les IXe et XIIe siècles les Omeyyades puis les almohades ont ajouté des arcs outre-passés à l'intérieur et à l'extérieur de la porte principale, des citernes souterraines, des murs et barbacanes.
Lorsque les Rois Catholiques ont conquis Malaga, le gouverneur musulman Amet-al Zegrí a été détenu dans cet Alcazar, et vécu prisonnier dans une des tours.
Le bâtiment a été entièrement restauré entre 1973 et 1975. En 1996, la zone devient piétonne et le bâtiment abrite l'office du tourisme.

## Caractéristiques
La tour dite d'hommage, plus large, abrite deux salles. La tour la plus grande a été surnommée comme tour de l'Or (à ne pas confondre son homonyme de Séville). L'enceinte enferme une cour, avec une citerne souterraine (aljibe) creusée dans la roche ajourée de 6 ouvertures. Cette cour est appelée cour des Aljibes. Il y a quatre grandes salles dites « Intervalum », « salon haut des Prisonniers », « salon bas des Prisonniers » et  « salle des pierres de taille ». Le salon des Prisonniers est d'époque almohade, mais a été modifié durant les XIVe et XVe siècles.